# Élections sénatoriales de 2014 dans la Haute-Saône
Les élections sénatoriales de 2014 dans la Haute-Saône ont lieu le dimanche 28 septembre 2014. Elles ont pour but d'élire les deux sénateurs représentant la Haute-Saône au Sénat pour un mandat de six années. Dix candidats étaient en lice pour les deux sièges à pourvoir dans le département. Dès le premier tour, la droite emmenée par Michel Raison et Alain Joyandet, a remporté les deux sièges que détenait la gauche depuis dix ans.

## Contexte départemental
Le département de la Haute-Saône fait partie des départements appartenant, avant la réforme de l'élection des sénateurs, à la série C. La moitié de cette série, dont les sénateurs ont été renouvelés pour la dernière fois en 2004, a été intégrée à la nouvelle série 1 renouvelée en 2011, l'autre moitié, dont les Deux-Sèvres, rejoint la Série 2 renouvelable en 2014. Les sénateurs sortants ont donc effectué un mandat de 9 ans, prolongé d'un an par le décalage des élections municipales et sénatoriales de 2007.
Lors des Élections sénatoriales de 2004 dans la Haute-Saône, deux sénateurs ont été élus au scrutin majoritaire : Yves Krattinger et Jean-Pierre Michel, tous deux membres du PS. Le premier choisit de ne pas se représenter en 2014 pour se consacrer au conseil général qu'il préside tandis que le second, malgré ses 76 ans, et fort de la notoriété que lui a apporté sa fonction de rapporteur au Sénat du projet de loi de mariage pour tous, brigue un nouveau mandat.
Depuis 2004, le collège électoral, constitué des grands électeurs que sont les sénateurs sortants, les députés, les conseillers régionaux, les conseillers généraux et les délégués des conseils municipaux, a été entièrement renouvelé.
Le corps électoral appelé à élire les nouveaux sénateurs résulte des élections législatives de 2012 qui ont vu gauche et droite se partager les deux circonscriptions du département, les élections régionales de 2010 qui ont conforté la majorité de gauche au conseil régional de Franche-Comté, les élections cantonales de 2008 qui ont fait basculer à gauche le département et de 2011 qui ont conservé une très nette majorité de gauche au sein de l'assemblée départementale, et surtout les élections municipales de 2014 qui, malgré un contexte national très favorable à droite, n'ont pas été marquées par de profonds bouleversements dans les principales villes du département. Cependant, il faut noter que dans ce département très rural, les deux tiers du corps électoral proviennent de communes de moins de 1 500 habitants.
D'après un document interne, l'UMP prévoit de remporter un, voire les deux sièges du département.

## Sénateurs sortants
| Sénateur | Sénateur           | Parti | Fonctions lors de l'élection en 2004           |
| -------- | ------------------ | ----- | ---------------------------------------------- |
|          | Jean-Pierre Michel | PS    | Conseiller général, maire d'Héricourt          |
|          | Yves Krattinger    | PS    | Sénateur sortant, président du conseil général |

## Collège électoral
En application des règles applicables pour les élections sénatoriales françaises, le collège électoral appelé à élire les sénateurs de la Haute-Saône en 2014 se compose de la manière suivante:
| Délégués des communes |                        |                       |                       |          |                     |
| | Conseillers municipaux | Délégués / commune    | Communes concernées   | Délégués | % collège électoral |
| Délégués des communes de moins de 9 000 habitants |                        |                       |                       |          |                     |
| - communes de < 100 habitants | 7                      | 1                     | 100                   | 100      | 10,29%              |
| - communes de < 500 habitants | 11                     | 1                     | 338                   | 338      | 34,77%              |
| - communes de < 1500 habitants | 15                     | 3                     | 73                    | 219      | 22,53%              |
| - communes de < 2 500 habitants | 19                     | 5                     | 10                    | 50       | 5,14%               |
| - communes de < 3 500 habitants | 23                     | 7                     | 5                     | 35       | 3,60%               |
| - communes de < 5 000 habitants | 27                     | 15                    | 2                     | 30       | 3,09%               |
| - communes de < 9 000 habitants | 29                     | 15                    | 3                     | 45       | 4,63%               |
| Délégués des communes de 9 000 à 29 999 habitants |                        |                       |                       |          |                     |
| - communes de < 10 000 habitants | 29                     | 29                    | 0                     | 0        | 0,00%               |
| - communes de < 20 000 habitants | 33                     | 33                    | 1                     | 33       | 3,40%               |
| - communes de < 30 000 habitants | 35                     | 35                    | 0                     | 0        | 0,00%               |
| Délégués des communes bénéficiant des dispositions particulières pour les communes fusionnées |                        |                       |                       |          |                     |
| Héricourt (32), Champlitte (9), Jussey (6), Rioz (6), Beaujeu-Saint-Vallier-Pierrejux-et-Quitteur (4), Broye-Aubigney-Montseugny (3), Fouvent-Saint-Andoche (3), Soing-Cubry-Charentenay (3), Avrigney-Virey (2), Beaumotte-Aubertans (2), , La Roche-Morey (2), Senargent-Mignafans (2), Velesmes-Échevanne (2) |                        |                       | 13                    | 76       | 7,82%               |
| Délégués des communes | Délégués des communes  | Délégués des communes | Délégués des communes | 926      | 95,27%              |
| Conseillers généraux | Conseillers généraux   | Conseillers généraux  | Conseillers généraux  | 32       | 3,29%               |
| Conseillers régionaux | Conseillers régionaux  | Conseillers régionaux | Conseillers régionaux | 10       | 1,03%               |
| Députés | Députés                | Députés               | Députés               | 2        | 0,21%               |
| Sénateurs | Sénateurs              | Sénateurs             | Sénateurs             | 2        | 0,21%               |
| Total | Total                  | Total                 | Total                 | 972      | 100.00%             |

1. ↑  Dans les communes de moins de 9 000 le conseil municipal élit en son sein des délégués dont le nombre dépend de la taille de la commune.
2. ↑  Dans les communes de 9 000 à 29 999 habitants, tous les conseillers municipaux sont délégués. Il n'y a pas de délégués supplémentaires
3. ↑  « Dans le cas où le conseil municipal est constitué par application des articles L. 2113-6 et L. 2113-7 du code général des collectivités territoriales relatif aux fusions de communes dans leur rédaction antérieure à la loi n° 2010-1563 du 16 décembre 2010 de réforme des collectivités territoriales, le nombre de délégués est égal à celui auquel les anciennes communes auraient eu droit avant la fusion. » (Code électoral, article L284)

## Candidats
Les nouveaux représentants sont élus pour une législature de 6 ans au suffrage universel indirect par les grands électeurs du département. Dans la Haute-Saône, les deux sénateurs sont élus au scrutin majoritaire à deux tours. Ils sont 10 candidats dans le département, chacun avec un suppléant.
| N°  | Candidats | Candidats              | Parti | Principales fonctions                                        |
| --- | --------- | ---------------------- | ----- | ------------------------------------------------------------ |
| T01 |           | Philippe Châtelain     | EELV  | Conseiller municipal de Noidans-lès-Vesoul                   |
| S01 |           | Michèle Durand-Migeon  | EELV  | Conseillère régionale                                        |
| T02 |           | Blaise-Samuel Becker   | PG    | Conseiller municipal d'Héricourt                             |
| S02 |           | Myriam Picard          | PG    |                                                              |
| T03 |           | Jean Receveur          | FN    |                                                              |
| S03 |           | Colette Bard           | FN    |                                                              |
| T04 |           | Clotilde Prot          | PCF   |                                                              |
| S04 |           | Bruno Lemière          | PCF   |                                                              |
| T05 |           | Cyril Morlot           | PCF   | Conseiller municipal de Vesoul                               |
| S05 |           | Muguette Paquis        | PCF   |                                                              |
| T06 |           | Marie-Claire Thomas    | EELV  | Conseillère municipale de Lure                               |
| S06 |           | Michel Charaud         | EELV  |                                                              |
| T07 |           | Michel Raison          | UMP   | Maire de Luxeuil-les-Bains                                   |
| S07 |           | Carmen Friquet         | UMP   | Conseillère générale, maire de Scey-sur-Saône-et-Saint-Albin |
| T08 |           | Alain Joyandet         | UMP   |                                                              |
| S08 |           | Marie-Odile Hagemann   | UMP   | Maire de Fontaine-lès-Luxeuil                                |
| T09 |           | Jean-Pierre Michel     | PS    | Sénateur sortant                                             |
| S09 |           | Martine Paquis-Olivier | PS    | Conseillère municipale de Gray                               |
| T10 |           | Jean-Pierre Chausse    | PS    | Conseiller général, maire de Fresne-Saint-Mamès              |
| S10 |           | Marie-Claire Faivre    | PRG   | Conseillère municipale de Champagney                         |

## Résultats
| Candidat et parti politique | Candidat et parti politique | Candidat et parti politique | Premier tour | Premier tour |
| Candidat et parti politique | Candidat et parti politique | Candidat et parti politique | Voix         | %            |
| --------------------------- | --------------------------- | --------------------------- | ------------ | ------------ |
|                             | Michel Raison               | UMP                         | 560          | 59,77        |
|                             | Alain Joyandet              | UMP                         | 535          | 57,10        |
|                             | Jean-Pierre Michel          | PS                          | 317          | 33,83        |
|                             | Jean-Pierre Chausse         | PS                          | 313          | 33,40        |
|                             | Philippe Châtelain          | EELV                        | 23           | 2,45         |
|                             | Jean Receveur               | FN                          | 22           | 2,35         |
|                             | Marie-Claire Thomas         | EELV                        | 22           | 2,35         |
|                             | Blaise-Samuel Becker        | PG                          | 15           | 1,60         |
|                             | Clotilde Prot               | PCF                         | 8            | 0,85         |
|                             | Cyril Morlot                | PCF                         | 5            | 0,53         |
|                             |                             |                             |              |              |
| Inscrits                    | Inscrits                    | Inscrits                    | 972          | 100,00       |
| Abstentions                 | Abstentions                 | Abstentions                 | 12           | 1,23         |
| Votants                     | Votants                     | Votants                     | 960          | 98,77        |
| Blancs                      | Blancs                      | Blancs                      | 6            | 0,63         |
| Nuls                        | Nuls                        | Nuls                        | 17           | 1,77         |
| Exprimés                    | Exprimés                    | Exprimés                    | 937          | 97,60        |
| * Sénateur sortant          |                             |                             |              |              |